# Азазел (роман)
„Азазел“ (на руски: Азазель) е историческо-приключенски роман на руския писател Борис Акунин, издаден през 1998 г. Това е първата книга от поредицата на Акунин за Ераст Фандорин, полицейски следовател в Руската империя от края на XIX век.

## Сюжет
Действието на романа започва 13 май 1876 г. в Москва, в Александровската градина, където пред очите на множество хора, разхождащи се в приятния пролетен ден, младият мъж Пьотър Кокорин, наследник на многомилионно състояние, се самоубива. Полицейският служител Грушин, макар да смята случая за банален, все пак разрешава на младия си помощник Ераст Петрович Фандорин да провери подозренията си дали смъртта не е резултат от престъпление. Фадорин е млад красив мъж, честен, много разхвърлян и доста наивен, който живее в бедност, тъй като баща му се разорява и му оставя в наследство само дългове.
Фандорин с нетърпение поема на първото си независимо разследване. Скоро става ясно, че Кокорин е завещал всичките си пари на известната лейди Естер. Тя е англичанка, която организира международна мрежа от частни пансиони за сираци, в които прилага оригиналната си образователна методика, и по това време открива училище в Москва. Фандорин научава също, че Пьотър Кокорин е бил влюбен в Амалия Бежецкая, фатална красавица, около която се вие рояк от обожатели, сред които студента Николай Ахтирцев и граф Иполит Зуров. От общуването с Ахтирцев, който се оказва приятел на починалия Кокорин, Фандорин открива, че истинската причина за смъртта на младия мъж е дуел между двамата на „американска рулетка“. Не успява да научи много повече от Ахтирцев, защото човек с много светли очи  убива с нож студента и в същото време се опитва да убие и Фандорин, при което отронва загадъчно – „Азазел!“.
Фандорин по чудо оцелява, защото носи кожен корсет за тънка фигура. След убийството на Ахтирцев се разбира, че той е роднина на канцлера на Руската империя, заради което разследването е поето от опитен полицай, изпратен в Москва от столицата Санкт Петербург – Иван Брилинг. Брилинг бързо впечатлява Фандорин със своя опит, умения и решителност и Ераст Петрович започва да се стреми да му подражава. Една от версиите на разследването е свързана с Амалия Бежецкая, която е избягала в Англия, и затова Брилинг изпраща Фандорин в чужбина. От този момент Ераст Петрович се сблъсква с поредица от опасни приключения, съпътствани от множество измами и предателства. са измамата и предателството.
В резултат на своята интуиция и необичаен късмет Фандорин успява да разкрие тайната на „Азазел“, което му донася бърз успех в службата, но не и лично удовлетворение, тъй като от работата му са засегнати и много невинни. В хода на разследването той започва любовна връзка с младо момиче от добро семейство и в края на романа се жени за него, но семейното му щастие е пресечено от тежък удар, свързан с полицейската му работа.
| „ | ...По булевард „Тверской“ с бързи несигурни крачки, без да обръща внимание на никого наоколо, вървеше елегантно облечен, но много мърляв млад мъж: носеше измачкан скъп фрак, мръсна бяла папийонка, на ревера му имаше прашен бял карамфил.... Но, вниманието на пешеходците, и специално на дамите, се дължеше на една много интересна особеност на лицето му: въпреки очевидната младост слепоочията на гуляйджията бяха абсолютно бели, сякаш попарени от слана. | “ |

## Исторически препратки
Някои от героите на романа има реални исторически прототипи, чиито имена са леко изменени. Така „генерал Лаврентий Мизинов“ е базиран на Николай Мезенцов - генерал-адютант, ръководител на Трети отдел и началник на жандармерията. В романа се посочва, че „Николай Ахтирцев“ е „роднина на канцлера Корчаков“, базиран на Александър Горчаков, един от най-видните руски общественици от втората половина на XIX век, ръководител на руското външно министерство, последният канцлер на Руската империя при Александър II.
Имената на главните герои в романа – Ераст и Лиза, са същите като в романа на Николай Карамзин „Бедната Лиза“.

## Адаптации
През 2002 г. в Русия романът е екранизиран в едноименния телевизионен сериал с режисьор Александър Адабашян и с участието на Иля Носков и Сергей Безруков.
Няколко години по-късно известният руски актьор и режисьор Фьодор Бондарчук решава да създаде филмова версия на романа на английски език. Става продуцент на филма „Winter Queen“ (Снежната кралица) и предлага за режисьор световната знаменитост Пол Верховен. Идеята е много интересна за Верховен, придобити са филмовите права, и дори са определени някои от актьорите в ролите на главните герои. За ролята на Ераст Петрович е определен Дан Стивънс, а на Амалия Бежецкая – Мила Йовович. Снимките са насрочени за лятото на 2007 г. се отлагат: в този период Йовович е бременна и отказва да участва във филма. През 2012 г. правата за филма изтичат и екранизацията е отложена за неопределено време.